# Povijest Rusije
Ovo je pregled povijesti Rusije do 1917. Za daljnju rusku povijest vidi članke Sovjetski Savez i Rusija.

## Ruska predpovijest
U predpovijesnom razdoblju južna ruska stepa bila je naseljena mnoštvom plemena, gdje je veći dio njih imao nomadske karakteristike. U antičko vrijeme taj je prostor bio poznat kao skitska zemlja. Tragovi rane civilizacije otkriveni su u 20. stoljeću, posebno kada je riječ o gradovima Ipatovo, Sintašta, Arkaim, Paziriki itd. U 8. stoljeću pr. Kr. grčki trgovci prenosili su klasičnu civilizaciju trgujući na prostorima Tanaisa i Panarogie u prostorima južne Rusije i Ukrajine. Grci su ostavili vrlo vrijedne tragove i vrlo vrijedna arheološka nalazišta. U razdoblju između 3. i 4. stoljeća u Bosporskom Kraljevstvu stvoren je svojevrstan helenistički sustav vladanja prenesen iz Grčke, no taj su prolaz potom prelazile mnoge nomadske skupine koje su na njega negativno utjecale, posebno Avari i Huni, gdje će se dio njih zaustaviti u središnjoj Europi. Antska zajednica u kojoj su živjela mnoga istočnoslavenska plemena također je tijekom 5. stoljeća dominirala na prostorima današnje Ukrajine, Bjelorusije i Rusije. U otprilike isto vrijeme istočnoslavensko pleme Poljani izgradilo je grad Kijev na rijeci Dnjepar, u središnjoj Ukrajini. Turkijski narod Hazari u 8. stoljeću potom će preuzeti kontrolu nad većim kavkaškim prostorom između Kaspijskog jezera i Crnog mora, dok su se istočnoslavenska plemena smjestila na prostorima današnje Ukrajine, Bjelorusije i sjeverne Rusije (podno današnje Finske). 
Hazari su tijekom 8. stoljeća postali glavna poveznica između muslimanskog svijeta i baltičkih zemalja, ali se nisu puno miješali u unutarnje poslove istočnoslavenskih plemena i njihovih organizacija u sklopu antske zajednice. Imali su određene sukobe s arapskim zemljama i više su se orijentirali prema Azijskom prostoru, prvenstveno radi svojeg sličnog mentaliteta i nešto povoljnije kilme. Povjesničari upućuju da su istočnoslavenska plemena koja se smatraju precima današnjih Rusa živjeli na šumovitom prostoru istočno od današnje Bjelorusije i sjeverno od grada Kijeva. Radimiči su bili najbliži kijevskom središtu, potom Vjatiči i Kriviči koji su živjeli nešto sjevernije. Precima današnjih Rusa također se smatraju i druga plemena poput Slovena na krajnjem sjeveru, podno današnje Finske, zatim druga plemena među kojima su bila i ona ugro-finskog porijekla, poput plemena Meria, Miroma i Meščjera. Neka od tih plemena živjela su na samoj periferiji prve istočnoslavenske države Kijevske Rusi i nisu toliko imala udjela u stvaranju staroruske države već su bila obuhvaćena prilikom njezina širenja.
Tijekom 9. stoljeća, veliki utjecaj na prvu starorusku državu imali su ratni plaćenici Varjazi koji su dolazili s prostora današnje Švedske i Norverške, njihova uloga u stvaranju prve istočnoslavenske države Kijevske Rusi bila je iznimna. Nakon što su se smjestili u gradu Novgorodu, njihov vojni svjetonazor doprinio je silovitom širenju države iz samog grada Kijeva i Kijevske oblasti prema svim smjerovima istočne Europe. Dinastija kijevskih kneževa koja je obuhvatila sve Istočne Slavene tijekom 9., 10. i 11. stoljeća zvala se Rjurik. Po legendi Gostomisl je naredio svom potomku Rjuriku da se oženi slavenskom princezom kako bi došlo do spajanja slavenskih i varjaških korijena kako bi nastala nova dinastija. Nakon što su prijestolje u Kijevu zauzela dva ratnika Askold i Dir, njih je s vlasti svrgnuo knez Oleh (Helgi), koji će u sljedećem razdoblju stvoriti jednu od najvećih država na svijetu Kijevsku Rus'. Kijevska Rus' je u konačnici prihvatila kršćanstvo bizantskog obreda što se odrazilo na kulturu svih Istočnih Slavena: Rusa, Ukrajinaca i Bjelorusa.

## Staroruska država
Rusi svoju državnu povijest počinju u Kijevskoj Rusi sa središtem u drevnom gradu Kijevu. Početkom svoje vladavine u izrazito slaveniziranom društvu kijevske okolice knez Oleg (878. – 912.), poznat i kao Helgi, kreće u objedinjavanje okolnih slavenskih plemena širih prostora današnje Ukrajine, Bjelorusije i Rusije. Objedinjavanje pojedinih slavenskih plemena sjeverno od Kijeva, prema gradu i trgovačkom središtu Novgorodu proteklo je s nešto manjim vojnim otporom nego što je to bilo s vojno jakim plemenima Uliča i Derevljana s ukrajinskih prostora. Duži otpor na sjeveru pružala su jedino plemena Radimiči i Vjatiči, inače preci ruske nacije. Ukrajinsko pleme Siverjana, sjeveroistočno od kijevskog središta, nije pružalo otpor i prihvatilo je 882. savezništvo s Kijevom. Oleg je uspijevao zadržati kontrolu nad preuzetim širim slavenskim teritorijem isključivo jer je dopuštao određeni manji stupanj autonomije, koji je u neku ruku predstavljao svojevrsno savezništvo. 
Borbe su se u isto vrijeme vodile s Hazarima, nomadskim plemenom Pečenegima i Ugarima na južnim prostorima sve prostranije takozvane Kijevske države. Nekada moćni Hazari na jugoistočnim granicama današnje Ukrajine, sada su se našli pred novom slavenskom vojnom silom koja je imala objedinjeno središte u Kijevu. Hazari su u teškim ratnim sukobima poraženi 907., nakon čega je napravljen proboj te je knez Oleh produžio i počeo izvršavati prepade na bogata bizantska središta i grad Carigrad. Nakon 911. dogovoreno je trajno primirje između Kijevske Rusi i Bizantskog Carstva te su uspostavljeni jaki trgovinski i kulturni odnosi u kojima su presudnu ulogu imali kijevski kneževi i ukrajinsko pleme Poljani. Najveće znastveno postignuće starokijevskog razdoblja bila je pismenost, a o tome su svjedoličili brojni zapisi iz 9. stoljeća, između ostalog ugovori s Grcima iz 911. i 944. pisani na grčkom i starorus’kom jeziku, pronađeni na zidovima saborne crkve sv. Sofije u Kijevu. Do kraja svoje vladavine Oleh je pokorio širi prostor oko Kijeva te unatoč tome što više slavenskih plemena još nije bilo uključeno u buduću državnu zajednicu Kijevske Rusi, ona su davala određeni danak i bila su pod kontrolom vladara u Kijevu.
Istočnoslavenska poganska plemena koja su Varjazi okupili u Kijevskoj Rusi bila su vezana labavim, plemenskim oblikom društvene organizacije. Obraćenje na kršćanstvo uslijedilo je 987. godine pošto su se izaslanici kneza Vladimira Velikog vratili iz bizantskog Carigrada s ugodnim dojmovima o sjaju bizantske kulture. Prema povjesnim zapisima knez Vladimir je odbacio judaizam tvrdeći da Bog nije mogao voljeti Židove, jer ih inače ne bi razbacao po cijeloj zemlji, kao i islam s obrazloženjem da ruski narod ne bi mogao živjeti bez alkohola.

## Pad staroruske države
Poslije Jaroslavljeve smrti (1054.) Nakon mongolskog napada u 13. stoljeću, ruska plemena su se počela povlačiti iz Europe prema azijskim prostranstvima. Završila je dominacija kijevskih kneževa, a jug Rusije i Ukrajine naselila su nomadska plemena Polovci (Kumani). U to doba u Kijevu djeluje Nestor Ljetopisac, monah koji je za sobom ostavio značajna djela za povijest Rusije, Ukrajine i Bjelorusije. Nesloga Rjurikovića potkapala je državu diobama i ratovima. Vladimir Monomah, šurjak njemačkog cara Henrika IV., uspostavio je doduše jedinstvo, ali poslije njegove kratke vladavine (1113. – 1125.) staroruska država se raspadala na manje kneževine, nesposobne oduprijeti se Polovcima. Narod je hrpimice bježao ili na zapad prema kneževinama Halič i Volinj ili na sjeveroistok u kneževinu Suzdalj: tamo je kasnije stapanjem došljaka s ugrofinskim starosjediocima nastalo novo takozvano velikorusko pleme. Kolonizacija je bila tako živa da je već Monomahov sin, Juraj Dolgoruki, osnovao niz gradova, među njima i Moskvu. Njegov sin, knez Andrej Bogoljupski, ostao je u suzdaljskom Vladimiru, a prethodno je sudjelovao u rušenju vlasti u Kijevu. Time se političko težište prenijelo već u 2. polovici 12. stoljeća prema Aziji.
Godine 1224. Džingis-kanovi Mongoli (Tatari) su uništili starorusku vojsku. Za druge njihove provale (1237. – 1240.) Batu je opustošio prostore blizu Novgoroda, porušio Kijev i osnovao na Volgi državu Zlatne Horde, Kipčački Kanat, koji je držao ruske knezove u ropstvu 200 godina. Ujedno se srušila staroruska fronta i na zapadu u Halič-Volinjskoj državi. Viteški red mačonoša (Schwertbrüder), osnovan 1202. u žarištu njemačke kolonije u Livonskoj, zauzeo je 1224. ruski grad Jurjev. Ujedinivši se 1237. s Njemačkim viteškim redom u Pruskoj nastavio je ofenzivu preko Pskova prema Novgorodu; usporedo s njim prodirali suŠveđani (iz Finske) i Litavci.
Aleksandru Nevskom, sinu velikog kneza Vladimirskog, uspjelo je 1240. zaustaviti Šveđane pobjedom na Nevi; bitkom na Čudskom jezeru (1242.) potisnuo je i Nijemce. Litavci su podvrgli Polock i izbili preko Vitebska na gornji Dnjepar. U 14. stoljeću litavski i ukrajinski kneževi prodirali su niz Dnjepar, oteli Tatarima 1362. Ukrajinu s Kijevom i Podolje te podijelili s Poljacima jugozapadnu Rusiju, tako da im je pripao i istočnu Voliniju. Činilo se da će Velika Litva oslobodilačkim ratom protiv Tatara okupiti oko sebe cijelu Rusiju, ali 1386. poljska se kraljica Jadviga udala za litavskog kneza Jagela, a ovaj se s Litavcima pokrstio. Povlašteni položaj staroruske kulture u Litvi bio je time pokoleban. Poljski običaji, jezik i osobito katolička vjera vršili su snažan katolički pritisak na ukrajinsku pravoslavnu populaciju, pa je veću važnost počela dobivati Moskva koja je bila pod okupacijom Mongola.

## Velika kneževina Moskva
Osnivač veličine Moskve bio je Ivan I. Kalita. Na početku svoje vladavine pridobio je metropolita da se preseli u Moskvu; 1328. združio je s Moskvom i velikokneževsku čast i pojačao svoj položaj prema ostalim knezovima ishodivši od tatarskog kana pravo da umjesto tatarskog izaslanika sam ubire za nj danak po cijeloj Moskovskoj državi. Potpomagani Zlatnom Hordom, moskovski se knezovi stadoše natjecati s litavskim u „sabiranju“ staroruske zemlje; Kalitin se unuk Dmitrij okrenuo protiv tatarskog kana te ga potukao 1380. na Donu (Dmitrije Donski).
Ivan III., veliki knez Moskve (1462. – 1505.) združio je sve staroruske kneževine do tatarskih i litavskih granica i potisnuo većinu njihovih knezova na stupanj moskovskih vazala – bojara. To je učinio to lakše, što se Kipčački kanat nalazio već u potpunom rasulu. Glavna se fronta moskovske politike okrenula prema zapadu, posebno prema Ukrajini koja je predstavlja središte staroruske države s uglednim gradom Kijevom - središtem istočnoslavenskog pravoslavlja. U dva rata protiv Poljsko-Litavske Kraljevine (1492. – 1494. i 1500. – 1505.) Ivan je pomakao moskovsku granicu preko Sjeverskih gradova u porječju Desne prema Dnjepru i prinudio poljskog kralja da ga prizna „gosudarom cijele Moskovije“. Oštri ruski nacionalni imperijalizam u tijesnoj je vezi s turskim osvojenjem Carigrada (1453.) i Ivanovim vjenčanjem s nećakinjom posljednjeg bizantskog cara, Sofijom (1472.). Time su prešli na Moskvu kao novi, „treći Rim", ne samo bizantski grb, nego i bizantsko shvaćanje nadzemaljske prirode carske vlasti i uloga Carigrada kao prijestolnice „svega pravoslavlja“. Ukrajina-Rus' u to vrijeme predstavlja kulturološki problem moskovskih vladara. I približavanje Europi počinje u Ivanovo doba. Stranci su gradili tvrđave, lijevali topove i pravili puške, dok je on u savezu s Habsburgovcima 1490. uveo Rusiju prvi put u krug europskih velikih sila i prokrčio sebi izlaz na Baltičko more.
Smjerom Ivana III. pošao je i njegov unuk Ivan Grozni. Okrunivši se 1547. za „cara“, skršio je moć bojara i završio 1552. – 1556. borbu s povolškim Tatarima dobivši Kazan i Astrahan; kozački ataman Jermak podvrgao mu 1582. – 1584. zapadni Sibir. Usporedo sa zauzećem tih krajeva tekao je rat na zapadu. Pomoću Engleza, koji su 1553. zalutali iz Bijelog mora u Istočnu Dvinu, ostvarila se doduše direktna veza sa Zapadom, no put je zbog daljine i leda bio slabo upotrebljiv, te se Ivan 1558. okoristio unutrašnjim razmiricama u Livoniji kako bi preko nje izašao na more. Poslije 25 godina krvavih borbi Rusi su morali ostaviti sav plijen Poljskoj i Švedskoj.

## Stvaranje Ruskog carstva
Izumiranje moskovske dinastije (1598.) dovelo je do diobe same Moskve. U toku prijestolnih borbi Šveđani su se dočepali cijelog sjeverozapada s Novgorodom, Poljaci i ukrajinski kozaci su ušli u Moskvu (bojari su čak izabrali poljskog kraljevića Vladislava za cara), a engleski su trgovci predložili svom kralju da uzme sebi ruski Sjever. Ta najezda „Latina i Luterovaca“ raspirila je nacionalni osjećaj moskovske crkve. U Nižnjem Novgorodu buknuo je ustanak. Godine 1612. pade Moskva, a izborom Mihajla I. Romanova 1613. uspostavljeno je opet nacionalno carstvo, iako u užim granicama. 
Nakon popuštanja mongolskog utjecaja, Rusi iz političkih i kulturnih razloga nastoje se povezati s Rusinima (Ukrajincima), a Rusini nakon neuspjelog pokušaja stvaranja saveza s Kraljevinom Švedskom, u konačnici se na ravnopravnoj osnovi nastoje povezati s Moskovitima (Rusima), posebno radi njihove ojačane vojne dominacije koja bi ih mogla osloboditi poljske okupacije i katoličkog pritiska. Objedinjuju se tijekom 17. stoljeća u zajedničkoj državi, koje je prema ideji iz Moskve trebalo u kulturno-političkom smislu nalikovati nekadašnjoj Kijevskoj Rusi. Nakon što je političko središte novog carstva prethodno formirano u vojno ojačanoj Moskvi, središnja Rus’ (Ukrajina) s nekadašnjim kulturno-političkim središtem u Kijevu za moskovske vladare postaje kulturno-identifikacijski važna, ali ne i politički. Izmijenjena imperijalna politika iz Moskve, Ukrajinu (Rus’) tijekom 18. stoljeća silno želi učiniti provincijom novoimenovanog Ruskog imperija (rus. Rossijaskoga imperija), a car Petar I. (i sljednici) imao je namjeru Rusine (Ukrajince) i Moskovite (Ruse) učiniti istim narodom. Pod imperijalnim režimom Petra I., narod Moskve trebao je usvojiti prethodno nadjenuto opisno ime "Ruski" (poteklo iz Kijivske Rus’i) što se u konačnici i ostvarilo. 
S druge strane, Rus’ (Ukrajina) tako pod okupacijom vojno ojačane Moskve i utjecajem imperijalnog režima u 18. stoljeću dobiva termin Malorusija (rus. Malorossija) u sklopu Ruskog imperija (rus. Rossijaskaja imperija), što bi u pravom suštinskom smislu riječi trebalo označavati starogrčki naziv za Središnju Rus’ (grč. Minore Rossia), dok bi preostali nekada koloniziran teritorij predstavljao Veliku odnosno Širu Rus’ (grč. Megale Rossia). Pogrešno interpretirana, izvrgnuta u suštini i izmijenjena imena država i naroda silno su zbunjivala ruski (moskaljski), ali i ukrajinski (rusinski) narod. 

### Petar I. i njegovi nasljednici
Kako je usporedo s ciljevima ruske politike raslo i uvjerenje da se realne sile za nju mogu crpsti samo iz napredne europske kulture, to se pobuna protiv zapadnjaštva svršila njegovom pobjedom. Petar I. Veliki (1689. – 1725.) uveo je u duhu zapadnog apsolutizma strogi birokratski centralizam sa senatom i 12 kolegija, podijelio državu na gubernije, stvorio veliku stajaću vojsku i ukinuo središte konzervativnog otpora, patrijaršiju, prenijevši njena prava na jedan od spomenutih kolegija, Sveti sinod. Modernizacija nezgrapne države je bila suviše nasilna, a da bi mogla dublje prodrijeti, ali je ipak dostajala kako bi se Petar mogao latiti rješavanja povijesnih zadataka Rusije. Preokret u odnosu prema Poljskoj bio je od epohalnog značenja. Već za Petrove maloljetnosti 1686. regentstvo je završilo beskrajne rusko-poljske borbe savezom s Janom III. Sobjeskim protiv Turaka; Petar je sklopio s novim kraljem, Augustom II., još i savez protiv Šveđana. Oslobođen poljskog suparništva mogao je u Velikom sjevernom ratu (1700. – 1721.) konačno ukloniti Šveđane s južne obale Finskog zaljeva, gdje je osnovao novu prijestolnicu Petrograd; slabost poljske dinastije dala mu je priliku da joj se nametne za zaštitnika.
Ruski utjecaj u Varšavi toliko je narastao da je Katarina II., car Rusije već 1764. nametnula Poljacima svog bivšeg ljubavnika, Stanislava Poniatowskog za kralja i iznudila 1788. ugovor kojim se osigurala od nepoželjnih reformi poljskog ustava. Kad se poljsko plemstvo – šljahta pobunilo protiv takvog pokroviteljstva sudbina je Poljske bila zapečaćena. Sporazumjevši se s Pruskom i Austrijom o diobi, Katarina je uzela 1772. Bjelorusiju, 1793. Podolje, Voliniju, a 1795. i Litvu i Kuroniju. Jednako se carica povela za Petrom Velikim i u turskom pitanju. Raspadanje tatarske vlasti na jugu Rusima nije otvorilo put na more; obalama Crnog mora zavladao je turski sultan. Zauzećem Azova Petar Veliki provalio je vrata na Donu i u vezi s time zanio se idejom kižarskog rata europskih naroda protiv Turaka. Europa se nije odazvala pozivu, on je 1711. čak izgubio Azov, ali protjerivanje Turaka u Aziju otada je jedna od programnih točaka ruske politike, jer je odgovaralo njenoj čežnji za slobodnim pristupom k moru. U skladu s time počela za carice Ane utakmica između Rusije i Austrije u borbi s Turskom. Ana ju je potisnula ratom od 1736. – 1739. prema moru, a pod Katarinom II. ruske su čete prvi put prešle Dunav i prisilile sultana na mir u Kučuk-Kajnardžiji (1774.), kojim se odrekao ušća Južnog Buga, Dnjestra i Dona s Azovom. Premda je pristao i na ruski protektorat nad pravoslavnim svojim podanicima, mir je bio samo primirje jer je „grčki projekt“ imao u vidu diobu Turske po kojoj bi Rusija imala doprijeti do Sredozemnog mora obnovom Bizantskog Carstva. Drugi turski rat (1787. – 1791.) u kojem se carica s Josipom II. Habsburškim borila za ostvarenje tog plana, nije uspio. Unutrašnje trzavice i Josipova smrt zaustavile su prodiranje austrijskih četa. Rusija se morala zadovoljiti zemljom od Buga do Dnjestra, to više što je francuska revolucija dala njenoj politici novi smjer.

## Napoleonski ratovi i 19. stoljeće
Zastrašena „jakobinskim duhom“ Rusija se pridružila konzervativnim silama, Austriji, Velikoj Britaniji, Prusiji, pa i Turskoj, dok nije slom Prusije 1806. – 1807. otjerao Aleksandra I. u naručje Napoleonu, koji je predložio diobu Europe, ostavljajući mu slobodne ruke na istoku. Stoga je car mogao oteti Šveđanima 1808. – 1809. Finsku, a Turcima 1812. Besarabiju. Ali različite nesuglasice, osobito zbog Napoleonova „kontinentalnog sustava“, koji je Rusima zabranjivao trgovinu s Velikom Britanijom, potkopale su savez; još 1812. Napoleon je navalio na Rusiju. Katastrofa francuske vojske učinila je Aleksandra spasiteljem Europe. Rusko-prusko-austrijski savez skršio je kod Leipziga Napoleonovu moć. Bečki je kongres dodijelio Rusiji Varšavu s većim dijelom Povislja, iako je ono kod prvih dioba Poljske pripalo Austriji i Prusiji. Kao pobjednik u Parizu Aleksandar je sastavio nacrt društva naroda, Svete alijanse, koja je imala združiti europske države u trajnu zajednicu kršćanske ljubavi i bratstva. No kako su te zvučne riječi značile zapravo samo održavanje stanja stvorenog Bečkim kongresom, to se svaki liberalni i nacionalni pokret smatrao atentatom na svjetski mir. S toga stajališta Aleksandar je osudio čak i grčki ustanak protiv Turaka; tek je Nikola I. pomogao Grcima, zajedno s Velikom Britanijom i Francuskom, i nametnuo Turskoj mir u Drinopolju (1829.), kojim se Rusija protegla do ušća Dunava, dok je Grcima priznata neovisnost, a Srbiji i rumunjskim kneževinama, Vlaškoj i Moldaviji, potpuna unutrašnja autonomija. To je bio udarac za Svetu alijansu, od koga se nije više oporavila. Pošto se zbog Istočnog pitanja razišla u vanjskoj politici, Srpanjska ju je revolucija pocijepala još i u unutrašnjoj osnutkom parlamentarne monarhije u Francuskoj (1830.). To grčevitije držao se sada Nikola I. načela Svete alijanse u srednjoj i istočnoj Europi (primjenjujući ih u korist ruske hegemonije). Tako pomogne 1833. sultanu protiv egipatskog paše i ishodi zato od njega ugovor prema kojemu je Turska zatvorila Dardanele ratnim brodovima svih tuđih država; 1849. poslao je rusku vojsku Franji Josipu da uguši mađarsku revoluciju, a 1850. osujetio ujedinjenje Nijemaca pod pruskim vodstvom, uspostavljajući pristajanjem uz Austriju staru ravnotežu između obiju njemačkih velikih sila. 
Uvjeren da je zauvijek zadužio mladog austrijskog cara, Nikola se odlučio požuriti rješenje Istočnog pitanja. Ali kad su ruske čete 1853. ušle u rumunjske kneževine, Austrija se otrese ruskog tutorstva i postiže prijetnjama povlačenje Rusije; Velika Britanija i Francuska otvoreno su prešle na tursku stranu i porazili Rusiju u Krimskom ratu. Slomom ruske prevlasti uzdrman je i Nikolin sustav kod kuće. Već u Napoleonovo doba tisuće se Rusa nadahnulo duhom Francuske revolucije i njemačkog preporoda. Osnivali su tajne „saveze“, kojih se članovi, većinom časnici, oduševljavahu konstitucijom, pače i republikom i federalizmom. Njihovo je djelo bio ustanak „dekabrista“. Novi car Nikola nastojao je zatrijeti svaki daljnji otpor cenzurom, policijom, militarizacijom sveučilišta i progonima u Sibir. Pod utjecajem njemačke filozofije i zapadnog socijalizma oporba je i pokraj sveg despotizma stalno rasla, dijeleći se na dva tabora, liberalne Zapadnjake i njihove protivnike Slavjanofile.

### Reforme i konzervativizam
Nikolin se nasljednik, Aleksandar II., odlučio na reforme. Oslobodio je 1861. seljake, dao oblastima i gubernijama samoupravu osnutkom „zemstva“ s biranim predstavništvima, uredio gradsku samoupravu, dao autonomiju sveučilištima i reformirao srednje škole. Inteligencija, stvorena preko noći, naglo se radikalizirala. Oslobođenje seljaštva svojom neispravnom provedbom izazvalo je novo nezadovoljstvo. Godine 1866. pokušan je atentat na cara; novo pooštrenje cenzure nije moglo više istrijebiti revolucionarni duh, naprotiv, jedna od tajnih organizacija, „Narodna volja“, već je 70-ih godina načelno prihvatila metodu terora i ubila 1881. cara.
Kako se Aleksandar III. odmah vratio režimu željezne ruke, prevrat je u unutrašnjoj politici, izazvan Krimskim ratom, ostao samo epizoda. To trajnije djelovao u vanjskoj politici jer joj se težište prenijelo na 50 godina u Aziju. Kina je ustupila 1858. – 1860. Poamurje do Japanskog mora; do 1876. stekla je Rusija kanate Buharu, Hivu i Kokand, 1880. – 1886. pokorila Turkmene, zauzela oazu Merv i spojila je sa zaleđem Transkaspijskom željeznicom. 1891. – 1893. približila se preko afganskog Pamira Rusija indijskoj granici; Englezi su je zaustavili ugovorom od 1895. jedva 20 km pred njom. Njihova bojazan za Indiju još narasla, kad se Tibet odmetnuo od Kine i poslao uobičajene darove 1900. ruskom umjesto kineskom caru. Iste je godine Rusija financijski zarobila Perziju, a 1903. se učvrstila tamo i vojnički. 1891. počela je gradnja Sibirske željeznice do Vladivostoka. 1896. Rusija je dobila od Kine koncesiju za mandžursku prugu do Port Arthura; iste je godine nagovorila Japan na kondominij u Koreji, 1898. uzela Port Arthur u zakup, a ustanak Kineza protiv stranaca 1900. dade joj izliku da zaposjedne i cijelu Mandžuriju.
Tek je bosanskohercegovački ustanak 1875. – 1876. pozvao Rusiju iz Središnje Azije natrag na Balkan. Korekture Berlinskog kongresa prouzročile su raskinuće Saveza triju careva, jer je iza revizije stajala pored Velike Britanije i Austro-Ugarska. Ipak se zbog ruskih briga u Aziji savez već 1881. obnovio; samovlasno ujedinjenje Rumelije s Bugarskom 1885. i poziv austrijskom časniku Ferdinandu Coburgškom na bugarsko prijestolje 1887. razbili su ga po drugi puta. Bismarck je sklopio doduše još iste godine novi ugovor s Petrogradom, ali kako ga je njegov nasljednik Caprivi odbio produžiti, štoviše obnovom je Trojnog saveza podupro Austro-Ugarsku, Rusija se poveže s Francuskom (1891/4.).

### Kraj Ruskog imperija
Poraz u Rusko-japanskom ratu 1904. – 1905. potisnuo je Ruse iz Koreje i Mandžurije, a revolucija 1905. – 1906. izvojštila je parlament, „dumu“, u kojem je brzo progovorila ruska inteligencija, a ta bijaše liberalna i nacionalna, dakle za Veliku Britaniju, protiv Austrije i Turske. Kad je 1906. anglofil Izvoljski postao ministar vanjskih poslova, Rusija je ostavila Aziju. Ugovorom od 1907. sporazumjela se s Velikom Britanijom, a 1908. za aneksijske krize predvodila je već zbor austrijskih neprijatelja, Godine 1912. kumovala je Balkanskom savezu, a 1914. zaratila se s Austro-Ugarskom kao zaštitnica Srbije. Porazi na ratištu, glad i sukob s dumom izazvaše u ožujku 1917. revoluciju. Car bi svrgnut; slabu demokratsku vladu Kerenskog oborila je već u studenom boljševička revolucija pod Lenjinom.